# Madracis kirbyi
Madracis kirbyi is een rifkoralensoort uit de familie van de Pocilloporidae. De wetenschappelijke naam van de soort is voor het eerst geldig gepubliceerd in 1976 door Veron & Pichon.